# Trik Turner
Trik Turner ist eine US-amerikanische Rap-Rock-Band aus Phoenix, Arizona.

## Geschichte
Gegründet wurde die Band 1999. Im Jahr 2000 brachten sie im Eigenverlag ihr erstes Album, Black Seas and Brown Trees, heraus, mit dem sie auch in einigen pheonixer Clubs erfolgreich waren. Kurz darauf wurde RCA Records auf sie aufmerksam und nahm sie unter Vertrag. Im Jahr 2002 veröffentlichten sie ihr zweites Album Trik Turner, welches auf Platz 100 der Billboard 200 schaffte. Die erste Single war Family & Friends, ein Lied, das es in die Top 10 schaffte. Als zweite Single wurde Sacrifice und als dritte Single Father veröffentlicht. Obwohl sich das Album über 300.000 mal verkaufte, trennte sich RCA noch 2002 von Trik Turner.

## Rezeption
Alex Pappademas schrieb 2002 im Spin, dass Trik Turner eine Band sei, die Hip-Hop mehr liebe als verstehe. Sie würden häufig das Storytelling zugunsten von Banalitäten vernachlässigen, hätten aber Flow. Er kritisierte die schlechten Rocklieder, lobte aber ihre tiefen Balladen.

## Diskografie
- 2000: Black Seas and Brown Trees
- 2002: Trik Turner
- 2005: Naming the Unidentified